# Nožovec velký

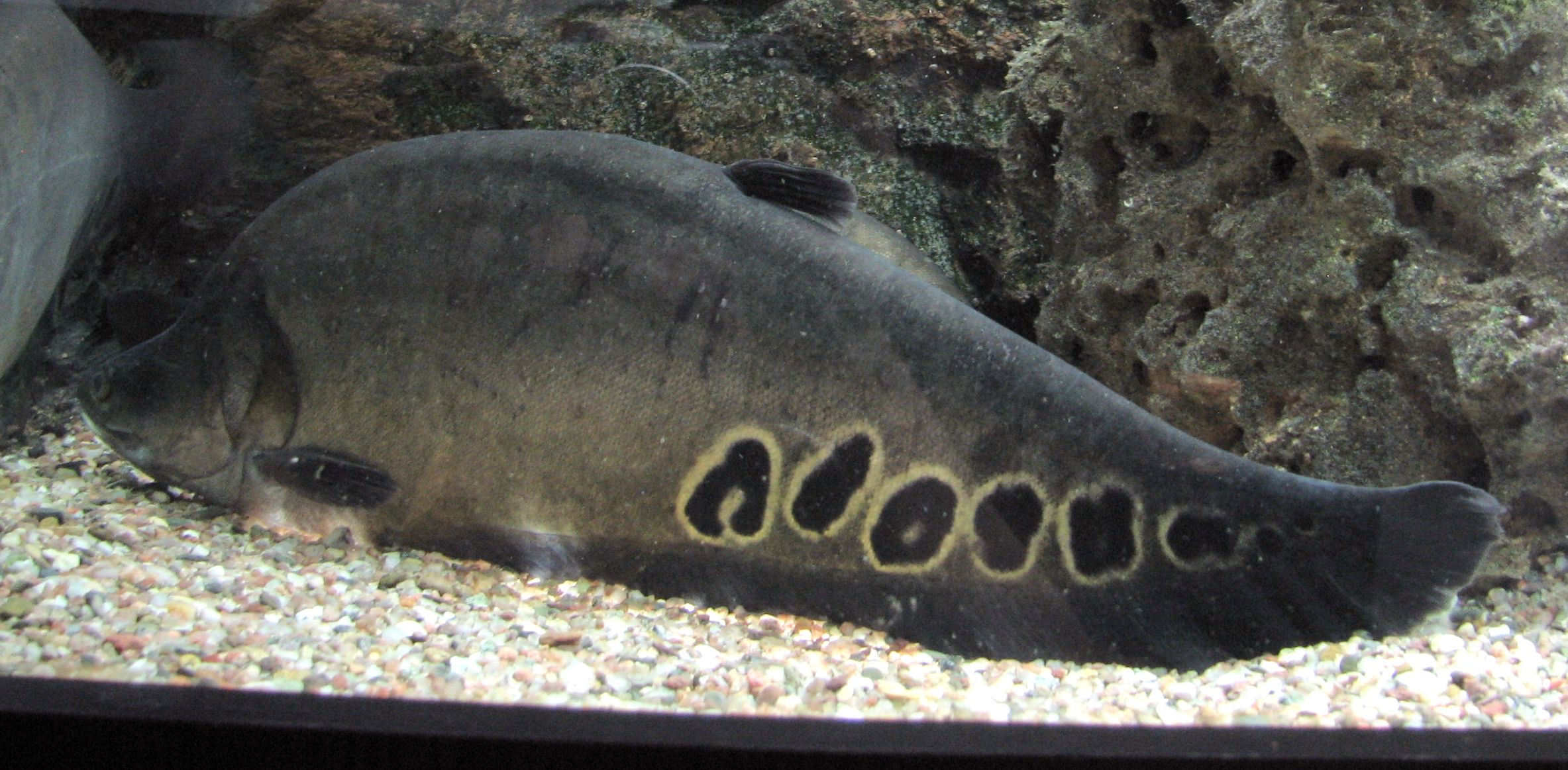
Nožovec velký v akváriu Zoo Brno

Nožovec velký (Chitala chitala nebo Notopterus chitala), známý také pod slovenským názvem nožovec čitala, je masožravá ryba z čeledi nožovcovití. Druh prvně popsal Francis Buchanan-Hamilton v roce 1822 pod názvem Mystus chitala. Dorůstá délky 90 až 100 cm. Pohybuje se pomocí vlnivého pohybu řitní ploutve. Pochází z jižní a jihovýchodní Asie, z oblasti Malajsie, Sumatry a Indie. Ve své domovině je považován za pochoutku.